# Poynter Institute
L'Institut Poynter és una escola dedicada a l'ensenyament de periodistes i líders de mitjans de comunicació a St. Petersburg, Florida. Promou l'excel·lència i la integritat en la pràctica de la creació i en el lideratge dels negocis periodístics. L'Institut Poynter és sinònim d'un periodisme que informa els ciutadans i que afavoreix el discurs públic. Porta endavant la creença de Nelson Poynter, que veia possible fer un periodisme independent centrat en l'interès públic.

## Fundació
Durant 40 anys, Nelson Poynter va produir diaris a Sant Petersburg, actualment, el Tampa Bay Times, que reflectien la seva creença que l'excel·lència en el periodisme era possible i que aquest, publicat de forma independent, podria ajudar a prosperar a la comunitat i esdevenir una de les claus de la democràcia. Per això, abans de la seva mort es va fundar l'Institut, l'any 1975 i, després de morir, va escriure en testament que la seva nova escola seria la propietària de controlar les finances i balanços del St Petersburg Times.
Des del principi, la idea va prosperar. No només el model de propietat exclusiva a protegir les seves publicacions de les demandes insaciables de les cadenes de propietat de Wall Street, també va complir el somni de Nelson Poynter d'una escola que ajudi els periodistes que treballen a millorar les seves habilitats en benefici de les seves comunitats. Avui en dia, el diari, que ara es diu el Tampa Bay Times, és el més gran de Florida i un dels millors dels Estats Units; Poynter és el centre d'excel·lència periodístic a escala mundial.

## News University
Notícies de la Universitat, o NewsU, és un projecte de l'Institut Poynter, oferint capacitació redacció per a periodistes i estudiants de periodisme a través del seu programa i els enllaços a altres oportunitats de capacitació periodista e-learning interactiu. El programa és una associació entre el John S. i James L. Knight Foundation i l'Institut Poynter. Llançat a l'abril de 2005, NewsU ofereix cursos autodirigits gratis, en viu "Webinars", i seminaris de grup en línia.

## L'incident de Kelly McBride
El març de 2013, l'Institut Poynter tenia exposició nacional quan el seu representant, Kelly McBride, en una taula rodona televisada en el programa de Josh Zepps 'a HuffPost Live, va aparèixer per defensar els comportaments dels criminals convictes en el cas de violació Steubenville High School. A part de la publicació d'una columna per McBride que condemna la protesta pública contra la presumpta falta de sensibilitat de la CNN en la informació sobre el cas de violació, l'Institut Poynter no va fer cap comentari explicant els comentaris de McBride al programa en viu HuffPost.

## Reconeixement
Milers de periodistes, mestres i càrrecs públics van a Poynter per aprendre el que fa el millor treball de periodisme. Aquests, venen a aprendre dels guanyadors dels Premis Pulitzer i guanyadors del Premi Edward R. Murrow, entre ells hi ha reporters, columnistes, membres de sindicats, i els innovadors de la indústria.